# Tipula (Lunatipula) rhodolivida
Tipula (Lunatipula) rhodolivida is een tweevleugelige uit de familie langpootmuggen (Tipulidae). De soort komt voor in het Palearctisch gebied.